# 横田俊夫
横田 俊夫（よこた としお、1910年〈明治43年〉1月26日 - 1974年〈昭和49年〉10月15日）は、昭和時代の政治家。北海道標津郡中標津村長、同町長、根室市長。アルバータ大学教授の横田俊文は孫。

## 経歴
1926年（大正15年）長野県立小諸商業学校中退。1929年（昭和4年）1月、北海道庁浦河支庁に就職し、1938年（昭和13年）より根室支庁に勤務した。1947年（昭和22年）7月に退官し、中標津村助役に就任。1948年（昭和23年）4月から同村長、1950年（昭和25年）の町制施行後も町長を務め、1956年（昭和31年）退任した。
1957年（昭和32年）10月、歯舞村助役に選任され、竹村孝太郎村長に協力し根室市との合併促進に当たった。1959年（昭和34年）4月、根室市と合併すると同市助役となり、1961年（昭和36年）再任。1964年（昭和39年）10月の根室市長選挙に保守系無所属で立候補し、8073票を獲得して革新系無所属の北構保男、無所属で元町長の富樫正神を破り初当選を果たした。その後、1968年（昭和43年）、1972年（昭和47年）と3選を果たし、1974年（昭和49年）9月1日に病気で辞任するまで3期10年間在職した。
市長在任中は、第2期および第3期根室市総合開発計画を推進し、公共施設や道路交通網の整備、文教施設の拡充強化、社会福祉施設や産業基盤の整備に尽力した。1966年（昭和41年）には私立保育所を設置、以後7年間で5か所に増やしたほか、根室市立根室西高等学校を新設した。施設整備としては勤労青少年ホームや文化センター、市営球場、市営スケートリンク、青少年センターなどを建設した。基幹産業である水産業の振興に港湾や漁港の整備、水産物産地流通加工センター形成事業に着手するとともに北方領土の回復を推進するため領土対策係を新設した。
1965年（昭和40年）から北方領土復帰期成同盟副会長、1969年（昭和44年）から北方領土問題対策協会理事を歴任した。1974年（昭和49年）10月15日、下行結腸癌のため東京の九段坂病院で死去した。